# جوجل بنجوين
جوجل البطريق أو ما يسمى بالإنجليزية جوجل Penguin هو أحد البرامج الخوارزمية التابعة لـGoogle كان أول ظهور له بتاريخ 24 أبريل لسنة 2012 وقد أتى هذا الأخير لتنقية نتائج البحث وزجر المواقع المخالفة حيث أنه قبل صدوره كان بإمكان أي موقع يمكنه أن يحتل مراكز متقدمة حتى ولو كان محتواه ضعيف وطرقه في النشر كلها سبام.
لكن بفضله أصبحت النتائج أفضل وفقط المواقع التي تستحق المراتب الأولى هي تحتلها وأصبح أصحاب البلاك هات سيو في حيرة من أمرهم مع كل إصدار جديد له .

## الخلفية
منذ نحو أسبوعين ومشاكل بعض أصحاب المواقع تتفاقم ويتفاقم معها غضبهم أو حزنهم، وهم يرون مواقعهم قد اختفت من صفحات غووغل نحو الخلف، وبالتالي، تتراجع معها عدد زوارهم. لكن إذا نظرنا إلى الأسباب التي أدت إلى تراجع مرتبات هذه المواقع، نجد أنها من صنع يد القائمين على الموقع أنفسهم، ففي كثير من الأحيان يقوم هؤلاء بوضع وصلات إلى مواقعهم في المنتديات والمدونات وبشكل يثير الاشمئزاز رغم أن مواقعهم لا تحتوي على محتوى مفيد أو تكاد، واعتمدوا على تكرار الوصلات لرفع مرتبة مواقعهم، الأمر الذي يريد غووغل الآن وضع الحد له.

## التعديلات
كنتيجة للتحليلات فإن مقياس غووغل للأمور مع هذه النقطة هو نص الروابط النصية المؤدية إلى الموقع . فإذا كانت هذه تستخدم دائما ذات العبارة، فإن غووغل يصنفها على أنها سبام أو روابط مشتراة، ويتم معافبة هذا الموقع بإنزال مرتبته .

## المواقع المتأثرة
عدد الموقع المتأثرة بتعديل البطريق من غووغل ليست كثيرة كسابقتها جوجل الباندا ، حيث تركزت آنذاك بنحو 12% من مجموع المواقع . بينما تتمركز هذه بنحو 3% من إجمالي المواقع فقط .
حسب مقالة مات كاتس في مدونة غووغل : „Another step to reward high quality sites“ فإن White Hat تحسين محركات البحث ستتم مكافأته وBlack Hat SEO ستتم معاقبته . أي مواقع ذات المحتوى الجيد سيتم مكافأتها، ومواقع ذات المحتوى الضعيف ستتم معاقبتها ! وأصحاب المواقع الذين يصلون مواقعهم بين بعضهم، أو يملأون الصفحات بكلمات مفتاحية Keywords ، يستحقون العقاب ! مواقع مثل Sony وHertz نالوا نصيبهم من العقاب أيضا !

## الإصدار الثالث من تحديثجوجلالبطريق
أعلنت جوجل عن الإصدار الثالث المسمى AKA Penguin 3.0 في السابع عشر من شهر أكتوبر 2014. يعتبر تأثير هذا التحديث محدود نسبيا، فقد قدرت المواقع المتأثرة بة بنسبة واحد بالمائة من نتائج اللغة الإنجليزية.
استهدف هذا التحديث شبكات المواقع التي تنشأ خصيصا من أجل الحصول على روابط خارجية. تسمى هذة المواقع في اللغة الإنجليزية Private Blog Networks ويرمز لها PBN اختصارا. كذلك استهدف هذا التحديث المواقع التي تعتمد على هذا النوع من الشبكات في بناء الروابط الخارجية.